# Julio César Miranda
Julio César Miranda est un boxeur mexicain né le 19 mai 1980 à Veracruz.

## Carrière
Il remporte le titre de champion du monde des poids mouches WBO laissé vacant par Omar Andrés Narváez le 12 juin 2010 en battant Richie Mepranum par arrêt de l'arbitre à la 5e reprise, titre qu'il conserve le 4 septembre en contraignant à l'abandon Ronald Ramos au 9e round puis le 16 octobre aux dépens de Michael Arango (arrêt de l'arbitre à la 2e reprise). Le 26 février 2011, Miranda stoppe au 4e round Arden Diale. Il est en revanche battu aux points par Brian Viloria le 16 juillet 2011.